# Giovanni Ribisi
Antonio Giovanni 'Vonni' Ribisi (Los Angeles, 17 december 1974) is een Amerikaans acteur, producer en cameraman. Hij is de tweelingbroer van actrice Marissa Ribisi. Hij werd genomineerd voor onder meer een Emmy Award voor zijn zes afleveringen durende gastrol in My Name Is Earl.
Ribisi speelt zowel in films als in televisieseries. Zo was hij bij herhaling te zien in series als Still the Beaver, The Wonder Years en in Friends als Frank, de verwarde broer van hoofdpersonage Phoebe Buffay. In 1995 speelde Ribisi voor het eerst in een film die niet voor tv gemaakt was. In de horrorfilm The Outpost (het tweede vervolg op The Hills Have Eyes) speelde hij Scott Stockton.
In 2006 speelde Ribisi tevens de hoofdrol in de videoclip van Crystal Ball van de Britse band Keane.
Ribisi was van 1997 tot 2001 getrouwd met de actrice Mariah O'Brien, met wie hij in 1997 dochter Lucia kreeg. Op 16 juni 2012 trouwde hij met model Agyness Deyn. Het stel ging in 2015 uiteen.

## Filmografie
- Horizon: An American Saga (2024) - Roland Bailey
- Strange Darling (2023, cinematografie en producer)
- Avatar: The Way of Water (2022) - Parker Selfridge
- A Million Little Pieces (2018) - John
- The Bad Batch (2016) - The Screamer
- Papa: Hemingway in Cuba (2015) - Ed Meyers
- Ted 2 (2015) - Donny
- Selma (2014) - Lee C. White
- A Million Ways to Die in the West (2014) - Edward
- Gangster Squad (2013) - Conway Keeler
- Contraband (2012)
- Ted (2012) - Donny
- The Rum Diary (2011) - Moberg
- The Other Side (2010) - Sean Splinter
- Middle Men (2010) - Wayne Beering
- Columbus Circle (2010) - Detective Paul Giardello
- Avatar (2009) - Parker Selfridge
- Public Enemies (2009) - Alvin Karpis
- Espíritu del bosque (2008) - Cebolo
- Gardener of Eden (2007) - Vic
- Perfect Stranger (2007) - Miles Haley
- The Dead Girl (2006) - Rudy
- The Dog Problem (2006) - Solo
- 10th & Wolf (2006) - Joey
- Lightfield's Home Videos (2006) -
- The Big White (2005) - Ted
- Sky Captain and the World of Tomorrow (2004) - Dexter "Dex" Dearborn
- Flight of the Phoenix (2004) - Elliott
- Love's Brother (2004) - Angelo Donnini
- Lost in Translation (2003) - John
- Cold Mountain (2003) - Junior
- I Love Your Work (2003) - Gray Evans
- Basic (2003) - Kendall
- Masked and Anonymous (2003) - Soldier
- Heaven (2002) - Filippo
- According to Spencer (2001) - Louis
- Boiler Room (2000) - Seth Davis
- The Gift (2000) - Buddy Cole
- Gone in 60 Seconds (2000) - Kip Raines
- Pussykat (2000) -
- The Virgin Suicides (1999) - Narrator (stem)
- All the Rage (1999) - Sidney
- The Mod Squad (1999) - Peter
- The Other Sister (1999) - Daniel McMann
- Saving Private Ryan (1998) - T-5 Medic Irwin Wade
- Phoenix (1998) - Joey Schneider
- Some Girl (1998) - Jason
- Scotch and Milk (1998) - Marty
- The Postman (1997) - Bandit 20
- First Love, Last Rites (1997) - Joey
- Lost Highway (1997) - Steve V.
- SubUrbia (1996) - Jeff
- That Thing You Do! (1996) - Chad
- The Grave (1996) - Wex
- X-Files (S03E03 'D.P.O.') (1995) - Darin Peter Oswald
- The Outpost (1995) - Scott
- The Positively True Adventures of the Alleged Texas Cheerleader-Murdering Mom (1993) - Pete Reyes
- Blossom (1990) - Mitchell
- Promised a Miracle (1988) - Wesley
- Still the Beaver (1983) - Duffy Guthrie